# Friedrich Liechtenstein
Friedrich Liechtenstein (* 2. Januar 1956 in Stalinstadt, heute Eisenhüttenstadt; bürgerlich: Hans-Holger Friedrich) ist ein deutscher Musiker, Schauspieler und Unterhaltungskünstler.

## Leben
Friedrich wuchs in Stalinstadt, ab 1961 Eisenhüttenstadt, als Sohn einer Erzieherin und eines Zahnarztes auf. In Frankfurt (Oder) begann er eine Ausbildung zum Koch. Er studierte von 1980 bis 1984 an der Hochschule für Schauspielkunst „Ernst Busch“ Berlin. 1986 versuchte die Staatssicherheit vergeblich, Friedrich als IM anzuwerben. In Waitzdorf in der Sächsischen Schweiz zog er mit seiner ersten Frau drei Kinder groß.
Er begann seine berufliche Karriere als Puppenspieler, Theaterregisseur und Schauspieler. In den 1990er Jahren machte er mit verschiedenen Theaterinszenierungen in den Berliner Sophiensælen, der Volksbühne am Rosa-Luxemburg-Platz und dem Kammertheater Neubrandenburg auf sich aufmerksam, darunter Regiearbeiten wie Tanztee für den Frieden mit Sophie Rois, der Bietikow Salon und der im Haus der Berliner Festspiele errichtete Carmen Miranda Revue Pavillon. Große Resonanz erfuhr sein Mittagsschlafsaal.
Im Jahr 2003 begann er unter dem Künstlernamen Friedrich Liechtenstein mit den Elektronik-Produzenten Arnold Kasar und Nicholas Bussmann eine Karriere als Elektro-Pop-Musiker und Entertainer. Darüber hinaus initiierte Liechtenstein Kunstprojekte wie die Sparkling Love Towers World Tour (Fernsehturm Berlin), Pop-Varietés oder Hörbücher wie Der kleine Mann im Bauch. Liechtenstein tourte mit seiner Liveshow durch Clubs von Berlin, Bremen, Hamburg, Dresden, München, Wien im deutschsprachigen Raum bis hin zu Bordeaux, Paris und Lille in Frankreich. Er war einer von drei Intendanten des ehemaligen Berliner Hansa-Theaters, später „Engelbrot (& Spiele)“ genannt.
Zu seinen weiteren Aktivitäten zählen popup Installationen in der Berliner Pan Am Lounge sowie die Radiomoderation im Bremer Radioprojekt schwankungen.de. Im Jahr 2009 war Friedrich Liechtenstein „Reiseleiter“ in der 3sat-Dokumentarreihe 1-2-3 Istanbul. Die Berlinale 2012 begleitete er als Conférencier in den Sophiensælen mit der Show dark & cosy. Liechtenstein beschäftigt sich philosophisch mit Algen.
2013 trat Liechtenstein als Darsteller und Interpret im Musikvideo Supergeil von Der Tourist auf. Im Februar 2014 startete der Einzelhandelsverbund Edeka eine virale Marketingkampagne mit einer eigenen Version des Supergeil-Videos sowie einzelnen Clips, in denen Liechtenstein der Hauptdarsteller ist. Die Aktion fand im Internet rasche Verbreitung und verschaffte Liechtenstein internationale Bekanntheit.
Im März 2014 veröffentlichte Liechtenstein die zehnminütige Single Belgique, Belgique. Im Sommer 2014 erschien das zugehörige Album Bad Gastein, ein Konzeptalbum über den gleichnamigen Kurort in den österreichischen Alpen, das er gemeinsam mit dem Künstler- und Produzentenduo Heavylistening schrieb. Das Album wurde von der Presse durchweg sehr positiv aufgenommen.
Obwohl Liechtenstein von sich selbst ausdrücklich sagt, er sei „kein Schriftsteller“, sondern „Performer“, hat er beim Blumenbar Verlag 2014 ein Buch herausgebracht. Es enthält vor allem Bilder, zu denen er kurze humoristische Sentenzen „Helfern ins Diktiergerät gesprochen“ hat. Als Vorbilder nennt er Julian Schnabel und Wes Anderson.
Liechtenstein sorgte als DJ mit Hit-Jingles für die musikalische Untermalung bei der Verleihungsshow des Deutschen Webvideopreises 2015 in Düsseldorf. 2016 war Liechtenstein als Teil einer Werbekampagne kurzzeitig der Senderchef beim Fernsehsender Tele 5. Von April bis September 2016 war er für Arte Creative der Hauptdarsteller der 8-teiligen Webvideoserie Das Universum nach Friedrich Liechtenstein. Im November 2016 nahm er an der Tanzshow Deutschland tanzt (ProSieben) teil. 2018 trat er gemeinsam mit Liam Mockridge als Elevator Man and Lobby Boy bei Das Supertalent auf.
Liechtenstein lebt nach eigener Auskunft im architektonisch ausgefallenen Berliner L40-Wohn- und Geschäftshaus des Architekten Roger Bundschuh am Rosa-Luxemburg-Platz, Ecke Linienstraße (Stand: 2014). 2023 eröffnete er zusammen mit Anna Müller, der Tochter des Dramatikers Heiner Müller, die von der Werbeagentur Jung von Matt finanzierte Bar Troya in Berlin.
Liechtenstein war zweimal verheiratet. Er war mit der Kostümbildnerin Gesine Völlm liiert. Sein Sohn ist der Schriftsteller Franz Friedrich. Im September 2023 wirkte er bei Die Verräter – Vertraue Niemandem! mit.
2024 veröffentlichte er das Lied „Die Maschine“, im Duett mit Purple Disco Machine.
Im Januar und Februar 2025 veröffentlichte der Deutschlandfunk den vierteiligen Doku-Podcast Who Killed Tupper – Aufstieg und Fall einer Dose über die Geschichte der Firma Tupperware, bei der Liechtenstein als Host und Erzähler „in die Rolle eines Schauspielers schlüpft, der so gerne mal ein Kommissar wäre“.

## Werke
- Selfie Man, #DerTagIstDeinFreund, Bilderbuch für Erwachsene, Blumenbar, Berlin 2014, ISBN 978-3-351-05018-4.
- mit Joachim Bessing: Super. Mein Leben, Piper, München / Zürich 2015, ISBN 978-3-492-05666-3.

## Bühne
- Liveradio-Show „Something For The Dogs“, Engelbrot, Berlin, 2007
- Sister City Loveslam, Engelbrot, Berlin, 2007
- Die Zehn mit Herbert Fritsch und Sabrina Zwach, Engelbrot, Berlin, 2007
- Die Großen Raucher, Volksbühne am Rosa-Luxemburg-Platz, Berlin, 2008
- Teach me tonight, Radialsystem V. (Sasha Waltz and Guests), 2008
- Speisesaal d'amour mit A.Gsottschneider, Engelbrot, Berlin, 2008
- The Himmelfahrt Radioshow von Jan Dvorak und Thomas Fiedler, Hebbel am Ufer, Berlin, 2009
- Così fan tutte von Christoph Hagel, E-Werk, Berlin, 2009
- Der Kleine Doomsday (monatliche Reihe in der Tanzbar Tausend, Berlin, seit 2009)
- The Dolphin Man, Prater der Volksbühne, Berlin, 2009
- Deichkind in Müll, Kampnagel, Hamburg, 2010
- Shanties & Tattoos von Claudia Kühn, Sebastian Undisz, Oliver Spatz und Ewelina Wanke, Seefahrerkirche Wieck, Greifswald, 2011
- Icke – Die Oper, Volksbühne am Rosa-Luxemburg-Platz, Berlin, 2011
- Utopia, von Kommando Himmelfahrt, Kampnagel, Hamburg, 2013
- Friedrich Liechtenstein feat. Mousse T. & Richard Dorfmeister, Berlin Live, 2016

## Film/Fernsehen
- 2000: Autor, Produzent und Regisseur in Imagespot Giganten, Tele 5
- 2000: Autor, Produzent und Co-Regisseur in Fernsehsendung Boccia Boccia, Tele 5
- 2000: Darsteller, Regisseur und Produzent in Kampagne Aus dem Leben eines Senderchefs, Tele 5
- 2000: Darsteller in Tolle Lage, Spielfilm von Sören Voigt
- 2003: Darsteller in Lichter, Spielfilm von Hans-Christian Schmid
- 2006: Darsteller im Kurzfilm Wunderlich privat
- 2008: Darsteller im Kurzfilm Von Fall zu Fall
- 2009: Moderator für Reportage 1-2-3 Istanbul, 3sat
- 2010: Darsteller in Elf Onkel, Spielfilm von Herbert Fritsch
- 2012: Darsteller in Serie About:Kate, Arte
- 2012: Darsteller im Kurzfilm Schwarzatmen
- 2012: Darsteller im Musikvideo zur EP Kackvogel von Solomun
- 2013: Darsteller im Musikvideo zur EP StarWars von Ingo Pohlmann
- 2013: Darsteller und Featuregast im Musikvideo Supergeil von Der Tourist
- 2013: Darsteller im Kurzfilm Dorien
- 2014: Darsteller in Web-Produktion Alibi Agentur
- 2014: Darsteller in Serie Mann/Frau, BR
- 2014: Darsteller im Werbespot EDEKA Supergeil
- 2015: Darsteller im Werbespot EDEKA Mann zieht blank
- 2015: Darsteller im Kinofilm Der Nanny
- 2015: Darsteller im Kinofilm Halbe Brüder
- 2015: Darsteller im Fernsehfilm Die 7. Stunde
- 2015–2016: Darsteller in Serie Tankstellen des Glücks, Arte
- 2016: Darsteller im Spielfilm Mann im Spagat – Pace, Cowboy, Pace
- 2016: Darsteller in Serie Dit is Fussball!, Tele 5
- 2016: Teilnehmer bei Tanzshow Deutschland Tanzt, Pro7
- 2016: Darsteller im Fernsehfilm Das Märchen vom Schlaraffenland, ARD
- 2016: Tankstellen des Glücks – 10-teilige ARTE Reihe Jeremy JP Fekete
- 2016: Tankstellen des Glücks – der Film / ARTE Doku
- 2019: Darsteller im Werbespot EDEKA Supergeile Preise
- 2019: Darsteller im Werbespot HD PLUS Echt fett!
- 2019: Darsteller im Fernsehfilm Totengebet
- 2021: Darsteller im Imagefilm der Firma Weidmüller: #fromDetmoldwithLove[35]
- 2022: Darsteller in der WDR-Miniserie Muspilli[36]

## Diskografie
Alben
- 2004: Please Have a Look from Above (Fabrique Records)
- 2008: Daily Soap (Fabrique Records)
- 2014: Bad Gastein (HEAVYLISTENING Records)
- 2015: Schönes Boot aus Klang (Berliner Meister Schallplatten)
- 2017: Ich bin dein Radio (Okeh)
- 2022: Good Gastein (mit The Octagon Pavillon; Motor)

Singles / EPs
- 2005: Terrestrische Wellen EP (Fabrique Records)
- 2013: Supergeil / Der Tourist feat. Friedrich Liechtenstein (Starlight Musik)
- 2014: Belgique, Belgique (HEAVYLISTENING Records)
- 2014: Das Badeschloss (Made for the Future) (HEAVYLISTENING Records)
- 2016: 1000 Liter
- 2018: Elevator Man / Liam Mockridge feat. Friedrich Liechtenstein
- 2023: Funkroboter / Dilla & TimmyT feat. Friedrich Liechtenstein
- 2024: Die Maschine / Purple Disco Machine feat. Friedrich Lichtenstein

## Podcast
- 2025: Who Killed Tupper – Aufstieg und Fall einer Dose